# 前118年
| 千纪： | 前1千纪 |
| 世纪： | 前3世纪 \| 前2世纪 \| 前1世纪                                                                                         |
| 年代： | 前140年代 \| 前130年代 \| 前120年代 \| 前110年代 \| 前100年代 \| 前90年代 \| 前80年代                                 |
| 年份： | 前123年 \| 前122年 \| 前121年 \| 前120年 \| 前119年 \| 前118年 \| 前117年 \| 前116年 \| 前115年 \| 前114年 \| 前113年 |
| 纪年： | 西汉元狩五年 |

## 大事记
- 漢武帝進行第四次幣制改革，改革內容是廢三銖錢，改鑄五銖錢，半兩錢也被明令廢止。
- 努米底亞國王米西普薩去世，其子朱古達殺死了其同父異母兄弟希耶姆普薩爾，並將另一個同父異母兄弟阿德赫巴爾趕到了羅馬，雙方在羅馬的斡旋下瓜分了王國。

## 逝世
- 米西普薩，努米底亞國王。